# Kaori Yamada
Kaori Yamada (20 de septiembre de 1981) es una deportista japonesa que compitió en natación. Ganó una medalla de bronce en el Campeonato Pan-Pacífico de Natación de 2002, en la prueba de 4 × 100 m libre.

## Palmarés internacional
| Campeonato Pan-Pacífico | Campeonato Pan-Pacífico | Campeonato Pan-Pacífico | Campeonato Pan-Pacífico |
| Año                     | Lugar                   | Medalla                 | Prueba                  |
| ----------------------- | ----------------------- | ----------------------- | ----------------------- |
| 2002                    | Yokohama (Japón)        | Medalla de bronce       | 4 × 100 m libre         |